# Attaque de la chambre du peuple afghane de 2015
Des talibans ont lancé une attaque le 22 juin 2015 contre la chambre basse de l'Assemblée nationale afghane, la Chambre du peuple, aussi appelée Wolesi Jirga. 
Alors que les députés s’apprêtaient à entendre Mohammed Masoom Stanekzai (en), candidat désigné par le président Ashraf Ghani au poste de ministre de la Défense (vacant depuis l'élection présidentielle de 2014), une voiture piégée conduite par un kamikaze a explosé devant l'entrée du Parlement tuant une femme et un enfant tandis que d'autres membres du commando armé prenaient position dans un bâtiment voisin. Ils ont été ensuite abattus par les forces gouvernementales afghanes, un sergent de l'Armée nationale afghane en tuant six avec un fusil M-16.
D'avril à juin 2015, les attaques et attentats sont en augmentation à Kaboul. « L’offensive de printemps » des talibans, lancée en avril, s’annonce d’ores et déjà comme la plus meurtrière depuis la chute du régime de Mohammad Omar, en 2001. Les insurgés ciblent généralement la police et l’armée afghane, mais s’en prennent également à des lieux fréquentés par les étrangers.